# Estação Universidad de Chile
A Estação Universidad de Chile é uma das estações do Metrô de Santiago, situada em Santiago, entre a Estação La Moneda, a Estação Santa Lucía, a Estação Parque Almagro e a Estação Plaza de Armas. Faz parte da Linha 1 e da Linha 3.

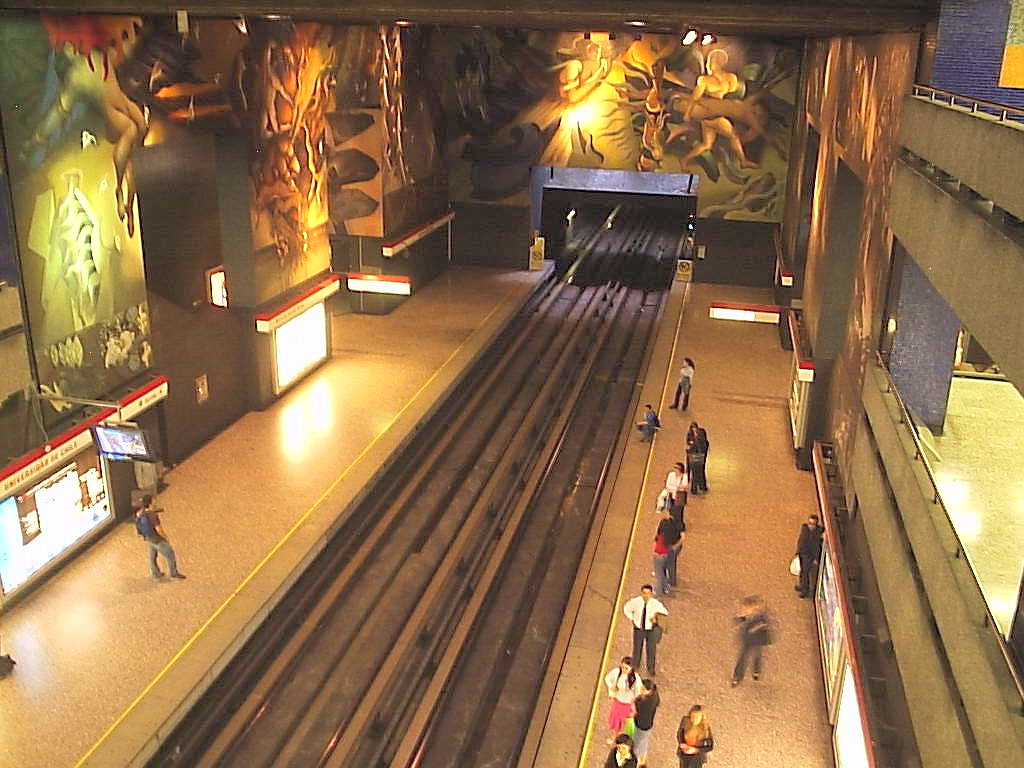
Plataformas de embarque da estação.

Foi inaugurada em 31 de março de 1977. Localiza-se no cruzamento da Alameda com o Passeio Ahumada. Atende a comuna de Santiago.